# Liste der Naturdenkmale in Ebersbach an der Fils
| Naturdenkmale | Anzahl |
| ------------- | ------ |
| FND           | 7      |
| END           | 11     |
| Gesamt        | 18     |

Die Liste der Naturdenkmale in Ebersbach an der Fils nennt die verordneten Naturdenkmale (ND) der im baden-württembergischen Landkreis Göppingen liegenden Stadt Ebersbach an der Fils. In Ebersbach an der Fils gibt es insgesamt achtzehn als Naturdenkmal geschützte Objekte, davon sieben flächenhafte Naturdenkmale (FND) und elf Einzelgebilde-Naturdenkmale (END).
Stand: 31. Oktober 2016.

## Flächenhafte Naturdenkmale (FND)
| Name                        | Bild | Kennung     | Einzelheiten          | Position | Fläche Hektar | Datum         |
| --------------------------- | ---- | ----------- | --------------------- | -------- | ------------- | ------------- |
| Bachklinge Schweiz          |      | 81170180008 | Ebersbach an der Fils | ⊙        | 4,5           | 22. Juli 1994 |
| Bader-Seen                  | BW   | 81170180012 | Ebersbach an der Fils | ⊙        | 0,4           | 22. Juli 1994 |
| Feuchtwiese Gsteudlenwiesen | BW   | 81170180018 | Ebersbach an der Fils | ⊙        | 1,0           | 22. Juli 1994 |
| Feuchtwiese Schlat          | BW   | 81170180017 | Ebersbach an der Fils | ⊙        | 0,3           | 22. Juli 1994 |
| Naßwiese Diebshalde         |      | 81170180019 | Ebersbach an der Fils | ⊙        | 0,6           | 22. Juli 1994 |
| Oberer Roßteich             | BW   | 81170180002 | Ebersbach an der Fils | ⊙        | 1,2           | 22. Okt. 1984 |
| Unterer Roßteich            | BW   | 81170180014 | Ebersbach an der Fils | ⊙        | 1,6           | 22. Juli 1994 |
| Legende für Naturdenkmal    |      |             |                       |          |               |               |

## Einzelgebilde (END)
| Name                                   | Bild | Kennung     | Einzelheiten          | Position | Fläche Hektar | Datum         |
| -------------------------------------- | ---- | ----------- | --------------------- | -------- | ------------- | ------------- |
| Eichengruppe (3 Bäume)                 |      | 81170180007 | Ebersbach an der Fils | ⊙        | 0,0           | 22. Juli 1994 |
| Friedenslinde                          | BW   | 81170180010 | Ebersbach an der Fils | ⊙        | 0,0           | 22. Juli 1994 |
| Linde Gundula                          | BW   | 81170180016 | Ebersbach an der Fils | ⊙        | 0,0           | 22. Juli 1994 |
| Roßrain-Baumgruppe (3 Linden, 1 Eiche) | BW   | 81170180011 | Ebersbach an der Fils | ⊙        | 0,0           | 22. Juli 1994 |
| Schillerlinde                          | BW   | 81170180009 | Ebersbach an der Fils | ⊙        | 0,0           | 22. Juli 1994 |
| Steighau-Eiche                         | BW   | 81170180013 | Ebersbach an der Fils | ⊙        | 0,0           | 22. Juli 1994 |
| 1 Eiche, Rennacker                     | BW   | 81170180005 | Ebersbach an der Fils | ⊙        | 0,0           | 22. Okt. 1984 |
| 1 Linde bei der Kirche                 |      | 81170180001 | Ebersbach an der Fils | ⊙        | 0,0           | 22. Okt. 1984 |
| 1 Linde in Bünzwangen                  | BW   | 81170180004 | Ebersbach an der Fils | ⊙        | 0,0           | 22. Okt. 1984 |
| 1 Spitzahorn Büchenbronner Str.        | BW   | 81170180006 | Ebersbach an der Fils | ⊙        | 0,0           | 22. Juli 1994 |
| 2 Linden „Schulzen- u. Friedenslinde“  | BW   | 81170180003 | Ebersbach an der Fils | ⊙        | 0,0           | 22. Okt. 1984 |
| Legende für Naturdenkmal               |      |             |                       |          |               |               |